# Olympische Jugend-Winterspiele 2016/Teilnehmer (Norwegen)
| Gelbes Symbol für Goldmedaillen mit stilisierten Olympischen Ringen | Graues Symbol für Silbermedaillen mit stilisierten Olympischen Ringen | Braundes Symbol für Bronzemedaillen mit stilisierten Olympischen Ringen |
| ------------------------------------------------------------------- | --------------------------------------------------------------------- | ----------------------------------------------------------------------- |
| 4                                                                   | 9                                                                     | 6                                                                       |

Norwegen nahm an den Olympischen Jugend-Winterspielen 2016 im heimischen Lillehammer mit 73 Athleten in allen 15 Sportarten teil.

## Medaillen
Mit vier gewonnenen Gold-, neun Silber- und sechs Bronzemedaillen belegte das norwegische Team Platz 5 im Medaillenspiegel.

## Sportarten

### Biathlon
| Athleten                                                                                     | Wettbewerb           | Zeit (Schießfehler) | Rang   |
| -------------------------------------------------------------------------------------------- | -------------------- | ------------------- | ------ |
| Jungen                                                                                       |                      |                     |        |
| Sivert Guttorm Bakken                                                                        | 7,5 km Sprint        | 19:08,6 min (2)     | Silber |
| Sivert Guttorm Bakken                                                                        | 10 km Verfolgung     | 28:10,7 min (4)     | Gold   |
| Fredrik Qvist Bucher-Johannessen                                                             | 7,5 km Sprint        | 19:29,1 min (2)     | 4      |
| Fredrik Qvist Bucher-Johannessen                                                             | 10 km Verfolgung     | 31:09,5 min (8)     | 12     |
| Mädchen                                                                                      |                      |                     |        |
| Marthe Kråkstad Johansen                                                                     | 6 km Sprint          | 18:29,1 min (1)     | Silber |
| Marthe Kråkstad Johansen                                                                     | 7,5 km Verfolgung    | 25:20,4 min (4)     | Silber |
| Marit Øygard                                                                                 | 6 km Sprint          | 19:00,7 min (2)     | 7      |
| Marit Øygard                                                                                 | 7,5 km Verfolgung    | 26:32,0 min (4)     | 8      |
| Gemischt                                                                                     |                      |                     |        |
| Marthe Kråkstad Johansen Fredrik Qvist Bucher-Johannessen                                    | Single Mixed-Staffel | 41:35,6 min (1+12)  | Silber |
| Marthe Kråkstad Johansen Marit Øygard Sivert Guttorm Bakken Fredrik Qvist Bucher-Johannessen | Mixed-Staffel        | 1:18:35,6 h (0+11)  | Gold   |

### Bob
| Athleten       | Wettbewerb | Durchgang 1 | Durchgang 1 | Durchgang 2 | Durchgang 2 | Gesamt      | Gesamt |
| Athleten       | Wettbewerb | Zeit        | Rang        | Zeit        | Rang        | Zeit        | Rang   |
| -------------- | ---------- | ----------- | ----------- | ----------- | ----------- | ----------- | ------ |
| Jungen         |            |             |             |             |             |             |        |
| Kristian Olsen | Monobob    | 57,43 s     | 5           | 57,10 s     | 1           | 1:54,53 min | Bronze |

### Curling
| Athleten                                                                | Wettbewerb | Gruppenrunde | Gruppenrunde | Viertelfinale      | Viertelfinale | Halbfinale         | Halbfinale         | Finale             | Finale             | Finale             |
| Athleten                                                                | Wettbewerb | Siege        | Niederlagen  | Gegner             | Ergebnis      | Gegner             | Ergebnis           | Gegner             | Ergebnis           | Rang               |
| ----------------------------------------------------------------------- | ---------- | ------------ | ------------ | ------------------ | ------------- | ------------------ | ------------------ | ------------------ | ------------------ | ------------------ |
| Gemischt                                                                |            |              |              |                    |               |                    |                    |                    |                    |                    |
| Andreas Hårstad, Michael Mellemseter, Eline Mjøen, Maia Hamre Ramsfjell | Team       | 4            | 3            | Vereinigte Staaten | 4:5           | nicht qualifiziert | nicht qualifiziert | nicht qualifiziert | nicht qualifiziert | nicht qualifiziert |

### Eishockey
| Athleten              | Wettbewerb       | Qualifikation | Qualifikation | Finale | Finale |
| Athleten              | Wettbewerb       | Punkte        | Rang          | Punkte | Rang   |
| --------------------- | ---------------- | ------------- | ------------- | ------ | ------ |
| Jungen                |                  |               |               |        |        |
| Sander Dilling Hurrød | Skills-Challenge | 13            | 6             | 9      | 8      |
| Mädchen               |                  |               |               |        |        |
| Millie Sirum          | Skills-Challenge | 15            | 4             | 12     | 4      |

#### Jungen
| Norwegen | Spieler Erik Beier Jensen, Jens Jakob Togstad Bjørnslett, Sondre Bolling Vaaler, Truls Bråthen, Pontus Finstad, Kristian Høvik, Sander Dilling Hurrød, Markus Mikkelsen, Fredrik Pedersen, Mathias Emilio Pettersen, Kalle Røde, Lars Christian Rødne, Theo Rooseboom de Vries, Oliver Renden Skråmo, Alexander Thomas, Kristoffer Thomassen, Christian Wetteland |

Gruppenphase
| Pl. |                    | Sp | S | OTS | OTN | N | Tore  | Punkte |
| 1.  | Kanada             | 4  | 3 | 0   | 0   | 1 | 18:07 | 9      |
| 2.  | Vereinigte Staaten | 4  | 3 | 0   | 0   | 1 | 18:07 | 9      |
| 3.  | Russland           | 4  | 2 | 1   | 0   | 1 | 21:09 | 8      |
| 4.  | Finnland           | 4  | 1 | 0   | 1   | 2 | 14:11 | 4      |
| 5.  | Norwegen           | 4  | 0 | 0   | 0   | 4 | 01:38 | 0      |

#### Mädchen
| Norwegen | Spielerinnen Ingrid Berge, Marthe Brunvold, Nora Christophersen, Mabel Marie Endrerud, Karen Forgaard, Hedda Håvarstein, Mia Christine Isdahl, Karen Jensen, Thea Jørgensen, Stine Myreng Kjellesvik, Maren Knudsen, Kaja Egeli Kristiensen, Malin Kristensen, Ena Marie Nystrøm, Emilie Olsen, Kamilla Olsen, Millie Sirum |

Gruppenphase
| Pl. |            | Sp | S | OTS | OTN | N | Tore  | Punkte |
| 1.  | Schweden   | 4  | 2 | 1   | 1   | 0 | 10:03 | 9      |
| 2.  | Tschechien | 4  | 3 | 0   | 0   | 1 | 7:04  | 9      |
| 3.  | Schweiz    | 4  | 2 | 1   | 0   | 1 | 10:06 | 8      |
| 4.  | Slowakei   | 4  | 1 | 0   | 1   | 2 | 06:09 | 4      |
| 5.  | Norwegen   | 4  | 0 | 0   | 0   | 4 | 02:13 | 0      |

### Eisschnelllauf
| Athleten                 | Wettbewerb  | Durchgang 1 | Durchgang 1 | Durchgang 2 | Durchgang 2 | Gesamt      | Gesamt |
| Athleten                 | Wettbewerb  | Zeit        | Rang        | Zeit        | Rang        | Zeit        | Rang   |
| ------------------------ | ----------- | ----------- | ----------- | ----------- | ----------- | ----------- | ------ |
| Jungen                   |             |             |             |             |             |             |        |
| Allan Dahl Johansson     | 500 m       | 37,556 s    | 13          | 37,49 s     | 12          | 75,05 s     | 12     |
| Allan Dahl Johansson     | 1500 m      |             |             |             |             | 1:53,37 min | 4      |
| Allan Dahl Johansson     | Massenstart |             |             |             |             | 10 Punkte   | Bronze |
| Jonas Nordhøy Kristensen | 500 m       | 37,96 s     | 15          | 37,830 s    | 15          | 75,79 s     | 15     |
| Jonas Nordhøy Kristensen | 1500 m      |             |             |             |             | 1:56,16 min | 10     |
| Jonas Nordhøy Kristensen | Massenstart |             |             |             |             | 5:55,05 min | 18     |
| Mädchen                  |             |             |             |             |             |             |        |
| Camilla Wangen Evjevik   | 500 m       | 43,20 s     | 21          | 43,74 s     | 23          | 86,95 s     | 23     |
| Camilla Wangen Evjevik   | 1500 m      |             |             |             |             | 2:12,72 min | 18     |
| Camilla Wangen Evjevik   | Massenstart |             |             |             |             | 5:58,67 min | 19     |

### Eiskunstlauf
| Athleten               | Wettbewerb | Kurzprogramm | Kurzprogramm | Free Skating | Free Skating | Gesamt | Gesamt |
| Athleten               | Wettbewerb | Punkte       | Rang         | Punkte       | Rang         | Punkte | Rang   |
| ---------------------- | ---------- | ------------ | ------------ | ------------ | ------------ | ------ | ------ |
| Mädchen                |            |              |              |              |              |        |        |
| Juni Marie Benjaminsen | Einzel     | 47,18        | 12           | 69,98        | 16           | 117,16 | 15     |

### Freestyle-Skiing

#### Halfpipe
| Athleten              | Wettbewerb | Finale       | Finale       | Finale       | Finale           | Finale |
| Athleten              | Wettbewerb | Durchgang 1  | Durchgang 2  | Durchgang 3  | Bester Durchgang | Rang   |
| --------------------- | ---------- | ------------ | ------------ | ------------ | ---------------- | ------ |
| Jungen                |            |              |              |              |                  |        |
| Trym Sunde Andreassen | Halfpipe   | 80,20 Punkte | 30,00 Punkte | 52,40 Punkte | 80,20 Punkte     | Bronze |

#### Skicross
| Athleten              | Wettbewerb | Qualifikation | Qualifikation | Vorlauf | Vorlauf | Halbfinale         | Finale             |
| Athleten              | Wettbewerb | Zeit          | Rang          | Punkte  | Rang    | Position           | Position           |
| --------------------- | ---------- | ------------- | ------------- | ------- | ------- | ------------------ | ------------------ |
| Jungen                |            |               |               |         |         |                    |                    |
| Mathis Bosshard Haavi | Skicross   | 45,99 s       | 14            | 11      | 10      | nicht qualifiziert | nicht qualifiziert |
| Mädchen               |            |               |               |         |         |                    |                    |
| Ebba Ruud             | Skicross   | 50,39 s       | 16            | 7       | 15      | nicht qualifiziert | nicht qualifiziert |

#### Slopestyle
| Athleten              | Wettbewerb | Finale       | Finale       | Finale           | Finale |
| Athleten              | Wettbewerb | Durchgang 1  | Durchgang 2  | Bester Durchgang | Rang   |
| --------------------- | ---------- | ------------ | ------------ | ---------------- | ------ |
| Jungen                |            |              |              |                  |        |
| Birk Ruud             | Slopestyle | 89,20 Punkte | 57,80 Punkte | 89,20 Punkte     | Gold   |
| Trym Sunde Andreassen | Slopestyle | 79,80 Punkte | 39,80 Punkte | 79,80 Punkte     | 6      |
| Mädchen               |            |              |              |                  |        |
| Tora Johansen         | Slopestyle | 41,60 Punkte | 41,40 Punkte | 41,60 Punkte     | 10     |

### Nordische Kombination
| Athleten            | Wettbewerb                  | Skispringen | Skispringen | Skispringen | Skispringen   | Langlauf    | Langlauf |
| Athleten            | Wettbewerb                  | Weite       | Punkte      | Rang        | Zeitrückstand | Zeit        | Rang     |
| ------------------- | --------------------------- | ----------- | ----------- | ----------- | ------------- | ----------- | -------- |
| Jungen              |                             |             |             |             |               |             |          |
| Einar Lurås Oftebro | Normalschanze/5 km Langlauf | 85,0 m      | 99,3        | 13          | 2:10 min      | 16:09,0 min | 14       |

| Athleten                                                                               | Wettbewerb                             | Skispringen | Skispringen | Skispringen   | Langlauf    | Langlauf |
| Athleten                                                                               | Wettbewerb                             | Punkte      | Rang        | Zeitrückstand | Zeit        | Rang     |
| -------------------------------------------------------------------------------------- | -------------------------------------- | ----------- | ----------- | ------------- | ----------- | -------- |
| Gemischt                                                                               |                                        |             |             |               |             |          |
| Anna Odine Strøm Einar Lurås Oftebro Marius Lindvik Martine Engebretsen Vebjørn Hegdal | Team Skispringen/Nordische Kombination | 337,8       | 6           | 0:51 min      | 26:38,0 min | Silber   |

### Rennrodeln
| Athleten         | Wettbewerb | Durchgang 1 | Durchgang 1 | Durchgang 2 | Durchgang 2 | Gesamt       | Gesamt |
| Athleten         | Wettbewerb | Zeit        | Rang        | Zeit        | Rang        | Zeit         | Rang   |
| ---------------- | ---------- | ----------- | ----------- | ----------- | ----------- | ------------ | ------ |
| Jungen           |            |             |             |             |             |              |        |
| Aleksander Melås | Einsitzer  | 48,239 s    | 8           | 48,150 s    | 7           | 1:36,389 min | 8      |
| Mädchen          |            |             |             |             |             |              |        |
| Vilde Tangnes    | Einsitzer  | 53,545 s    | 7           | 53,339 s    | 7           | 1:46,884 min | 6      |

### Shorttrack
| Athleten             | Wettbewerb | Viertelfinale | Viertelfinale | Halbfinale   | Halbfinale | Finale       | Finale |
| Athleten             | Wettbewerb | Zeit          | Rang          | Zeit         | Rang       | Zeit         | Rang   |
| -------------------- | ---------- | ------------- | ------------- | ------------ | ---------- | ------------ | ------ |
| Jungen               |            |               |               |              |            |              |        |
| Martinius Elvebakken | 500 m      | 45,998 s      | 3             | 45,018 s     | 4          | 45,001 s     | 13     |
| Martinius Elvebakken | 1000 m     | 1:39,565 min  | 4             | 1:54,966 min | 3          | 1:43,686 min | 13     |
| Mädchen              |            |               |               |              |            |              |        |
| Ane By Farstad       | 500 m      | 1:24,363 min  | 4             | 50,538 s     | 4          | 1:03,617 min | 13     |
| Ane By Farstad       | 1000 m     | 1:50,565 min  | 3             |              |            | 1:41,666 min | 13     |

### Skeleton
| Athleten            | Durchgang 1 | Durchgang 1 | Durchgang 2 | Durchgang 2 | Gesamt      | Gesamt |
| Athleten            | Zeit        | Rang        | Zeit        | Rang        | Zeit        | Rang   |
| ------------------- | ----------- | ----------- | ----------- | ----------- | ----------- | ------ |
| Jungen              |             |             |             |             |             |        |
| Alexander Hestengen | 53,99 s     | 2           | 53,95 s     | 2           | 1:47,94 min | Silber |

### Ski Alpin
| Jungen                |              |             |     |                    |                    |                    |                    |
| Odin Vassbotn Breivik | Super-G      |             |     |                    |                    | 1:11,82 min        | 10                 |
| Odin Vassbotn Breivik | Riesenslalom | 1:20,84 min | 19  | DNF                | DNF                | DNF                | DNF                |
| Odin Vassbotn Breivik | Slalom       | 49,64 s     | 1   | 50,43 s            | 8                  | 1:40,07 min        | Bronze             |
| Odin Vassbotn Breivik | Kombination  | 1:13,00 min | 9   | nicht qualifiziert | nicht qualifiziert | nicht qualifiziert | nicht qualifiziert |
| Henrik Thorsby        | Super-G      |             |     |                    |                    | 1:11,79 min        | 9                  |
| Henrik Thorsby        | Riesenslalom | 1:21,94 min | 24  | 1:20,16 min        | 14                 | 2:42,10 min        | 18                 |
| Henrik Thorsby        | Slalom       | 52,02 s     | 19  | 50,12 s            | 5                  | 1:42,14 min        | 11                 |
| Henrik Thorsby        | Kombination  | DNF         | DNF | nicht qualifiziert | nicht qualifiziert | nicht qualifiziert | nicht qualifiziert |
| Mädchen               |              |             |     |                    |                    |                    |                    |
| Kristiane Bekkestad   | Super-G      |             |     |                    |                    | 1:13,66 min        | 6                  |
| Kristiane Bekkestad   | Riesenslalom | 1:24,55 min | 22  | 1:19,22 min        | 17                 | 2:43,77 min        | 18                 |
| Kristiane Bekkestad   | Slalom       | 58,62 s     | 18  | 53,04 s            | 13                 | 1:51,66 min        | 15                 |
| Kristiane Bekkestad   | Kombination  | 1:17,10 min | 14  | 43,95 s            | 5                  | 2:01,05 min        | 9                  |
| Kajsa Vickhoff Lie    | Super-G      |             |     |                    |                    | DNF                | DNF                |
| Kajsa Vickhoff Lie    | Riesenslalom | 1:20,86 min | 14  | 1:16,43 min        | 11                 | 2:37,29 min        | 13                 |
| Kajsa Vickhoff Lie    | Slalom       | 56,45 s     | 9   | 51,38 s            | 6                  | 1:47,83 min        | 9                  |
| Kajsa Vickhoff Lie    | Kombination  | 1:15,22 min | 8   | 44,19 s            | 7                  | 1:59,41 min        | 5                  |

| Athleten                          | Wettbewerb     | Achtelfinale      | Viertelfinale | Halbfinale         | Finale             | Finale             |
| Athleten                          | Wettbewerb     | Ergebnis          | Ergebnis      | Ergebnis           | Ergebnis           | Rang               |
| --------------------------------- | -------------- | ----------------- | ------------- | ------------------ | ------------------ | ------------------ |
| Gemischt                          |                |                   |               |                    |                    |                    |
| Kajsa Vickhoff Lie Henrik Thorsby | Teamwettbewerb | Tschechien 2+ – 2 | Kanada 2 – 2+ | nicht qualifiziert | nicht qualifiziert | nicht qualifiziert |

### Skilanglauf
| Athleten              | Wettbewerb       | Qualifikation | Qualifikation | Viertelfinale | Viertelfinale | Halbfinale         | Halbfinale         | Finale             | Finale             |
| Athleten              | Wettbewerb       | Zeit          | Rang          | Zeit          | Rang          | Zeit               | Rang               | Zeit               | Rang               |
| --------------------- | ---------------- | ------------- | ------------- | ------------- | ------------- | ------------------ | ------------------ | ------------------ | ------------------ |
| Jungen                |                  |               |               |               |               |                    |                    |                    |                    |
| Vebjørn Hegdal        | Cross            | 3:05,96 min   | 4             |               |               | 3:13,21 min        | 7                  | nicht qualifiziert | nicht qualifiziert |
| Vebjørn Hegdal        | Sprint klassisch | 2:59,75 min   | 6             | 2:57,95 min   | 1             | 2:55,59 min        | 1                  | 2:56,49 min        | Silber             |
| Vebjørn Hegdal        | 10 km Freistil   |               |               |               |               |                    |                    | 23:30,8 min        | Silber             |
| Thomas Helland Larsen | Cross            | 3:05,67 min   | 3             |               |               | 3:02,35 min        | 1                  | 3:00,73 min        | Silber             |
| Thomas Helland Larsen | Sprint klassisch | 2:56,89 min   | 2             | 3:04,54 min   | 1             | 2:57,63 min        | 2                  | 2:55,39 min        | Gold               |
| Thomas Helland Larsen | 10 km Freistil   |               |               |               |               |                    |                    | 24:03,6 min        | 4                  |
| Mädchen               |                  |               |               |               |               |                    |                    |                    |                    |
| Martine Engebretsen   | Cross            | 3:38,10 min   | 6             |               |               | 3:39,31 min        | 2                  | 3:32,48 min        | 5                  |
| Martine Engebretsen   | Sprint klassisch | 3:32,68 min   | 6             | 3:28,57 min   | 1             | 3:24,79 min        | 2                  | 3:22,82 min        | Bronze             |
| Martine Engebretsen   | 5 km Freistil    |               |               |               |               |                    |                    | 14:24,8 min        | 22                 |
| Nora Ulvang           | Cross            | 3:44,85 min   | 12            |               |               | 3:40,21 min        | 5                  | nicht qualifiziert | nicht qualifiziert |
| Nora Ulvang           | Sprint klassisch | 3:44,02 min   | 24            | 3:32,30 min   | 3             | nicht qualifiziert | nicht qualifiziert | nicht qualifiziert | nicht qualifiziert |
| Nora Ulvang           | 5 km Freistil    |               |               |               |               |                    |                    | DNS                | DNS                |

### Skispringen
| Athleten         | Wettbewerb    | Erste Runde | Erste Runde | Erste Runde | Finale | Finale | Finale | Gesamt | Gesamt |
| Athleten         | Wettbewerb    | Weite       | Punkte      | Rang        | Weite  | Punkte | Rang   | Punkte | Rang   |
| ---------------- | ------------- | ----------- | ----------- | ----------- | ------ | ------ | ------ | ------ | ------ |
| Jungen           |               |             |             |             |        |        |        |        |        |
| Marius Lindvik   | Normalschanze | 98,5 m      | 129,2       | 2           | 94,0 m | 121,8  | 2      | 251,0  | Silber |
| Mädchen          |               |             |             |             |        |        |        |        |        |
| Anna Odine Strøm | Normalschanze | 84,0 m      | 94,0        | 7           | 86,5 m | 98,4   | 6      | 192,4  | 6      |

| Athleten                                            | Wettbewerb               | Erste Runde | Erste Runde | Finale | Finale | Gesamt | Gesamt |
| Athleten                                            | Wettbewerb               | Punkte      | Rang        | Punkte | Rang   | Punkte | Rang   |
| --------------------------------------------------- | ------------------------ | ----------- | ----------- | ------ | ------ | ------ | ------ |
| Gemischt                                            |                          |             |             |        |        |        |        |
| Anna Odine Strøm Einar Lurås Oftebro Marius Lindvik | Mixed-Team Normalschanze | 309,4       | 6           | 300,5  | 6      | 609,9  | 6      |

### Snowboard

#### Halfpipe
| Athleten        | Wettbewerb | Finale       | Finale       | Finale       | Finale           | Finale |
| Athleten        | Wettbewerb | Durchgang 1  | Durchgang 2  | Durchgang 3  | Bester Durchgang | Rang   |
| --------------- | ---------- | ------------ | ------------ | ------------ | ---------------- | ------ |
| Jungen          |            |              |              |              |                  |        |
| Mathias Eckhoff | Halfpipe   | 34,75 Punkte | 55,00 Punkte | 16,25 Punkte | 55,00 Punkte     | 11     |
| Mädchen         |            |              |              |              |                  |        |
| Hanne Eilertsen | Halfpipe   | DNS          | DNS          | DNS          | DNS              |        |
| Nora Frisvold   | Halfpipe   | 26,00 Punkte | 22,25 Punkte | 23,75 Punkte | 26,00 Punkte     | 16     |

#### Snowboardcross
| Athleten               | Wettbewerb     | Qualifikation | Qualifikation | Vorlauf | Vorlauf | Halbfinale         | Finale             |
| Athleten               | Wettbewerb     | Zeit          | Rang          | Punkte  | Rang    | Position           | Position           |
| ---------------------- | -------------- | ------------- | ------------- | ------- | ------- | ------------------ | ------------------ |
| Jungen                 |                |               |               |         |         |                    |                    |
| Herman Møller Svendsen | Snowboardcross | 49,94 s       | 12            | 11      | 10      | nicht qualifiziert | nicht qualifiziert |

#### Slopestyle
| Athleten        | Wettbewerb | Finale       | Finale       | Finale           | Finale |
| Athleten        | Wettbewerb | Durchgang 1  | Durchgang 2  | Bester Durchgang | Rang   |
| --------------- | ---------- | ------------ | ------------ | ---------------- | ------ |
| Jungen          |            |              |              |                  |        |
| Mathias Eckhoff | Slopestyle | 81,75 Punkte | 32,00 Punkte | 81,75 Punkte     | 7      |
| Isak Ulstein    | Slopestyle | 85,50 Punkte | 44,75 Punkte | 85,50 Punkte     | 5      |
| Mädchen         |            |              |              |                  |        |
| Hanne Eilertsen | Slopestyle | 33,50 Punkte | 19,00 Punkte | 33,50 Punkte     | 16     |
| Nora Frisvold   | Slopestyle | 46,50 Punkte | 31,50 Punkte | 46,50 Punkte     | 12     |